# Nyelvcsere
A nyelvcsere az a nyelvészeti, nyelvekben végbemenő folyamat, amelynek során két, hosszú ideig egymással érintkező, vagy egymás szomszédságában élő közösség közül az egyik, saját nyelvét fokozatosan feladva átveszi a másik közösség nyelvét. A nyelvcsere általában meghódított, leigázott népek esetében a leggyakoribb, amikor a meghódított nép átveszi a hódítók nyelvét. (Bizonyos körülmények közt azonban ez fordítva is történhet.) A nyelvcserét a nyelvek egymásra gyakorolt hatása jellemzi (részletesebben lásd: →adsztrátum, →szubsztrátum és →szupersztrátum). Egy másik megfogalmazás szerint nyelvcsere akkor következik be, ha a közösség "egy nyelv szokásos használatáról áttér egy másik nyelv használatára."
A manapság is zajló nyelvcserefolyamatok azt mutatják, hogy a kétnyelvű közösségekben a különböző nyelvek szerepe más és más. Az egyik gyakran a politikai, gazdasági, kulturális hatalom nyelve, a másik pedig a család, az otthon, esetleg a vallás nyelve. Ha ezek közül az egyik magasabb presztízsű, vagy gyakorlatiasabb a mindennapi életben, akkor a felnövekvő generációk már ezt fogják első nyelvként alkalmazni, és fokozatosan végbemegy a nyelvcsere.
Többek között nyelvcserével jöttek létre a Mediterráneum térségében beszélt újlatin nyelvek a Római Birodalom hivatalos nyelve, a latin nyelv területi egységekre bomlott dialektuscsoportjaiból, kiszorítva az e területeken eredetileg beszélt ókori, többnyire ismeretlen eredetű nyelveket (→Preromán nyelvek), amelyek jelentős szerepet játszottak a vulgáris latin területi tagolódásában. Szintén nyelvcsere útján beszélnek ma szláv nyelvet az eredetileg török nyelvű hódító bolgárok.
Mértékadó történészek szerint lehetséges, hogy a genetikailag és kulturálisan közép-ázsiai eredetű ősmagyarok bizonyos finnugor csoportokkal való évszázados együttélés során, szintén nyelvcsere révén jutottak alapvetően finnugor szerkezetű, hangzású és szókészletű nyelvükhöz.

## A nyelvcsere fázisai
1. A csoport számára elkerülhetetlenné válik a nyelvi érintkezés egy másik, általában domináns nyelvi csoporttal.
2. Megjelenik a kétnyelvűség, amikor is az eredeti nyelvet még használják és átörökítik, miközben az új nyelvet is elsajátítják.
3. Az eredeti nyelv használata visszaszorul, az intraetnikus érintkezéseket jellemzi a nyelvhasználati színterek egyre szűkebb körében.
4. A beszélők egyre szélesebb körét érinti az átmeneti kétnyelvűség, amely végül egy új nyelven való egynyelvűséghez vezet.

## A nyelvcsere típusai
1. Felülről lefelé tartó nyelvcsere: a nyelv először éppen az informális helyzetekből, a családi, kisközösségi használatból szorul ki, miközben a formális, rituális kontextusokban hosszabb ideig továbbra is megmarad.
2. Hirtelen nyelvhalál: háborúk, járványok következményeként.
3. Radikális nyelvhalál: népirtással kísért politikai elnyomás.
4. Fokozatos nyelvcsere

## A nyelvcserét kiváltó folyamatok
A legtöbb nyelvcseréhez vezető faktor ambivalens, tehát lehet pozitív és negatív kimenetelük is, ezért fontos, hogy a faktorokat együttesen, kontextusban, egymással interakcióban figyeljük, mert hatásukat együtt fejtük ki. Társadalmilag fontos, hogy a kontaktusban lévő két közösség közül melyik az alárendelt és a fölérendelt - egy alárendelt csoport esetében gyorsabban fog végbemenni a nyelvcsere.
A csoport keletkezését tekintve is vannak eltérések - egy önkéntesen kivándorló csoport hamarabb esélyes a nyelvcserére, mint például egy gyarmatosított nép, ahol csak lassabban fog végbemenni a nyelvcsere folyamata.
A csoport lélekszáma is szerepet játszik a nyelvcserében, de ez is egy ambivalens faktor. Minél nagyobb egy csoport létszáma, annál több ember ragaszkodhat az eredeti nyelvükhöz, és nagyobb az esély a nyelvmegőrzésre, viszont egy kis lélekszámú, zárt csoport nincs annyira kitéve a többségi beszélőknek, így megmaradhat a nyelve. De ugyanúgy egy kis lélekszámú közösséget könnyebb irányítania a többségnek, és a közösség számára nehezebb önálló intézményeket létrehozni.
Kevésbé ambivalens tényező a csoport koncentráltsága: amennyiben a csoport tagjai szétszórtan élnek, kisebb az esély a nyelvmegőrzésre.
A vallás az egyik legfontosabb tényező a nyelvmegőrzésben, akkor nagyon fontos a szerepe, ha a két közösség eltérő vallást gyakorol. Az anyanyelvi iskolarendszer hiánya nagyon nagy mértékben elősegíti a nyelvcserét.
A kulturális szervezetek és az elektronikus sajtó (TV, rádió) működése gátolja a nyelvcserét, elősegíti a nyelvmegtartást.
A városi lakosok hajlamosabbak a nyelvcserére, leginkább a kis falvak állnak ellent. Egy olyan városban, ahol viszont a kisebbség nagy számban él együtt, megtartható a nyelv. Ha egy városon belül sikerül területi izolációt létrehozni, megfigyelhető a nyelvcsere lelassulása.
A csoport házassági szokásai szoros összefüggést mutatnak a nyelvcsere tendenciáival. Exogám házasságoknál gyakoribb a nyelvcsere.
Az ország által gyakorolt elnyomó politika is lehet ambivalens faktor. A kisebbség ellenállhat az elnyomásnak, és ez elősegíti a nyelvmegőrzést, de ha az ellenállás elmarad, a nyelvcsere végbemehet. A többségi megengedő politika pozitívan hat a nyelvmegőrzésre, mivel ekkor a közösség szabadon használhatja anyanyelvét és működtetheti anyanyelvi intézményeit.